# Rubem Fonseca
Rubem Fonseca, född 11 maj 1925 i Juiz de Fora i Minas Gerais, död 15 april 2020 i Rio de Janeiro, var en brasiliansk författare.
Efter juridikstudier i Brasilien och USA arbetade han som chef för elektricitetsbolaget i Rio de Janeiro. Under militärdiktaturen på 1960-talet förbjöds hans böcker såsom varande pornografiska.